# Municipio de Jackson (condado de Shelby, Ohio)
El municipio de Jackson (en inglés: Jackson Township) es un municipio ubicado en el condado de Shelby en el estado estadounidense de Ohio. En el año 2010 tenía una población de 2443 habitantes y una densidad poblacional de 25,21 personas por km².

## Geografía
El municipio de Jackson se encuentra ubicado en las coordenadas 40°25′55″N 84°3′44″O / 40.43194, -84.06222. Según la Oficina del Censo de los Estados Unidos, el municipio tiene una superficie total de 96.92 km², de la cual 96,82 km² corresponden a tierra firme y (0,1 %) 0,1 km² es agua.

## Demografía
Según el censo de 2010, había 2443 personas residiendo en el municipio de Jackson. La densidad de población era de 25,21 hab./km². De los 2443 habitantes, el municipio de Jackson estaba compuesto por el 98,16 % blancos, el 0,29 % eran afroamericanos, el 0,08 % eran amerindios, el 0,16 % eran asiáticos, el 0,37 % eran de otras razas y el 0,94 % eran de una mezcla de razas. Del total de la población el 1,11 % eran hispanos o latinos de cualquier raza.